# Британске независне филмске награде
Британска независна филмска награда (енгл. The Moët British Independent Film Award) признање је које се додељује од 1998. године најбољим независним филмовима британске продукције. Списак номинованих се обично објављује почетком новембра, док се награде додељују крајем новембра или почетком децембра.

### Категорије
- Најбољи британски независни филм
- Најбољи страни независни филм
- Најбољи редитељ британског независног филма
- Награда Даглас Хикокс (Најбољи дебитантски редитељ)
- Најбољи сценарио
- Најбољи глумац у главној улози
- Најбоља глумица у главној улози
- Најбољи глумац у споредној улози
- Најбоља глумица у споредној улози
- Глумац који највише обећава
- Најбоља продукција
- Награда Рејнденс
- Најбољи техничко достигнуће
- Најбољи документарац
- Најбољи кратки филм
- Награда Ричард Харис
- Награда Варајети
- Специјална награда жирија